# Scraptia africana
Scraptia africana is een keversoort uit de familie bloemspartelkevers (Scraptiidae). De wetenschappelijke naam van de soort is voor het eerst geldig gepubliceerd in 1916 door Champion.